# カエデドコロ
カエデドコロ Dioscorea quinquelobata Thunb. はヤマノイモ科の植物の１つで、葉の基部の側面が横に伸びて複数の突出部を持ち、全体としてカエデの葉のような形になる。雄花が黄色い。

## 特徴
つる性の多年生草本で、冬には地上部が枯れる。地下には肥大した根茎があり、横長になってる。葉には長い柄があり、柄の基部には両側に1つずつ、尖った突起がある。葉身の長さは10cm程度、側面に切れ込みが入って全体としては5-9の裂片があり、基部は心形となっている。葉の先端の部分は突き出して尖るが、側面の裂片の先端は尖らない。葉の表面は滑らかかざらつき、裏面では葉脈の上に毛が生えているのが普通である。
花期は夏、雌雄異株で葉の基部からそれぞれ雄花序、雌花序を伸ばす。長さ5-15cmでいずれも穂状で雄花にはあるが、雄花序はときに分枝をする。花は黄色、花被片は6枚で、水平に開く。雄花では雄しべが6個ある。雌花は子房下位で、子房は3室。蒴果は長さ15mmほど、3枚の翼がある。種子には周囲を囲む翼がある。
和名は葉の全形が多少ともカエデに似ていることによる。トコロについては大橋他編(2015)はオニドコロの別名としている。

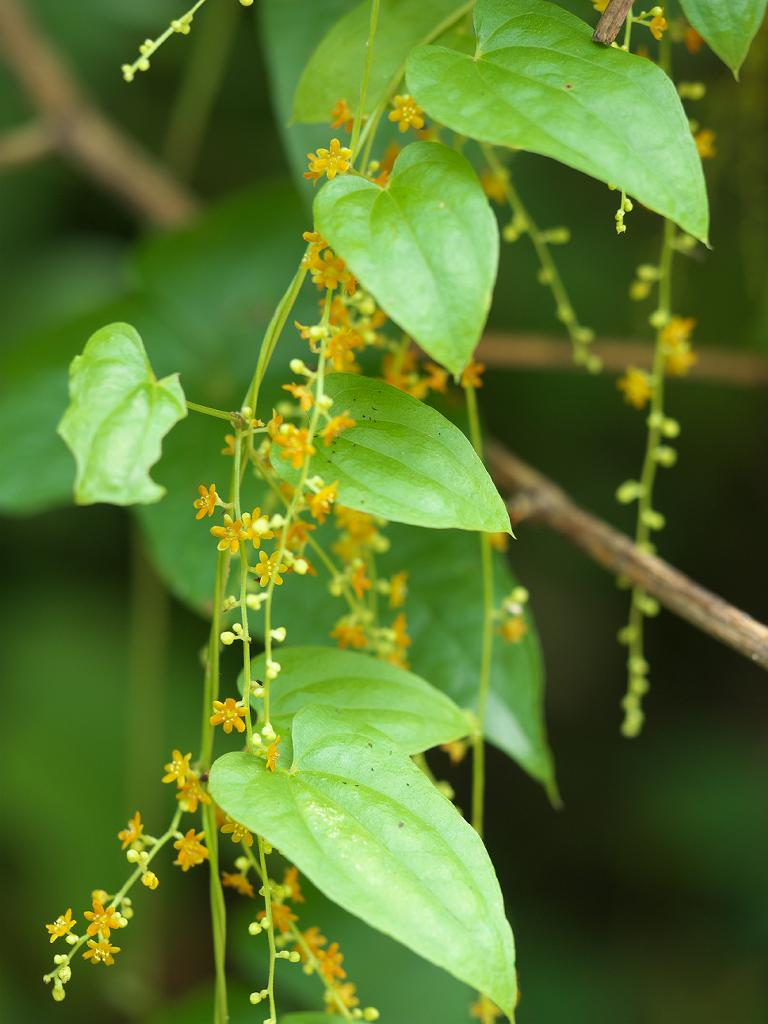
雄花をつけた枝
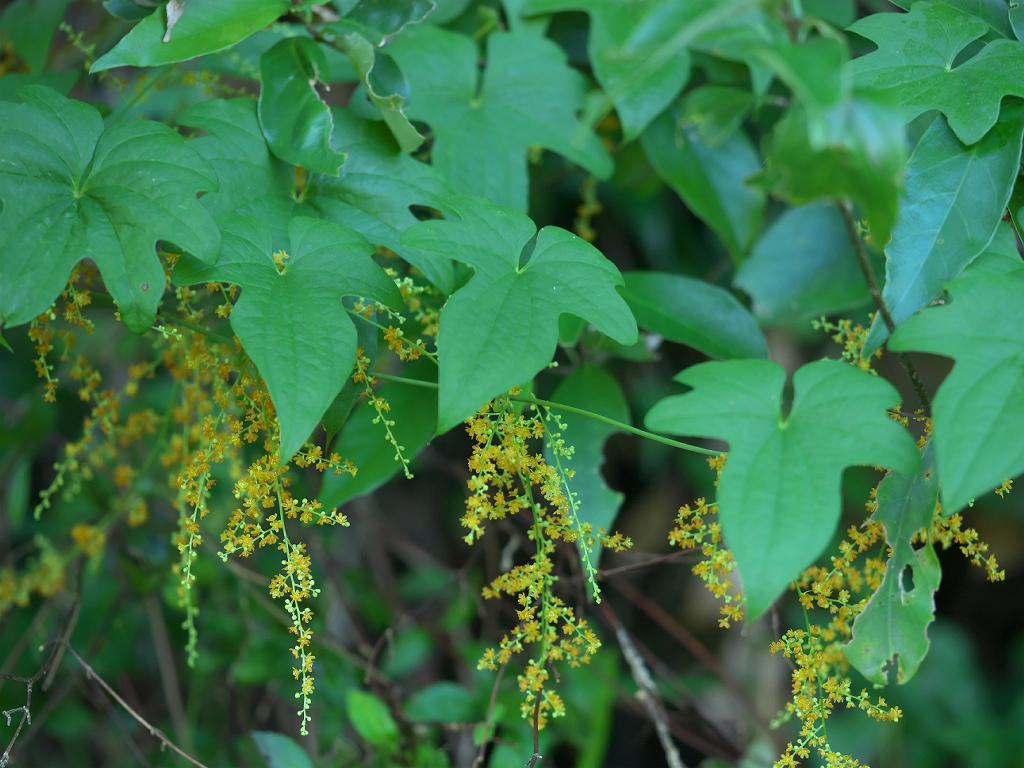
雄花の花序が分枝している例
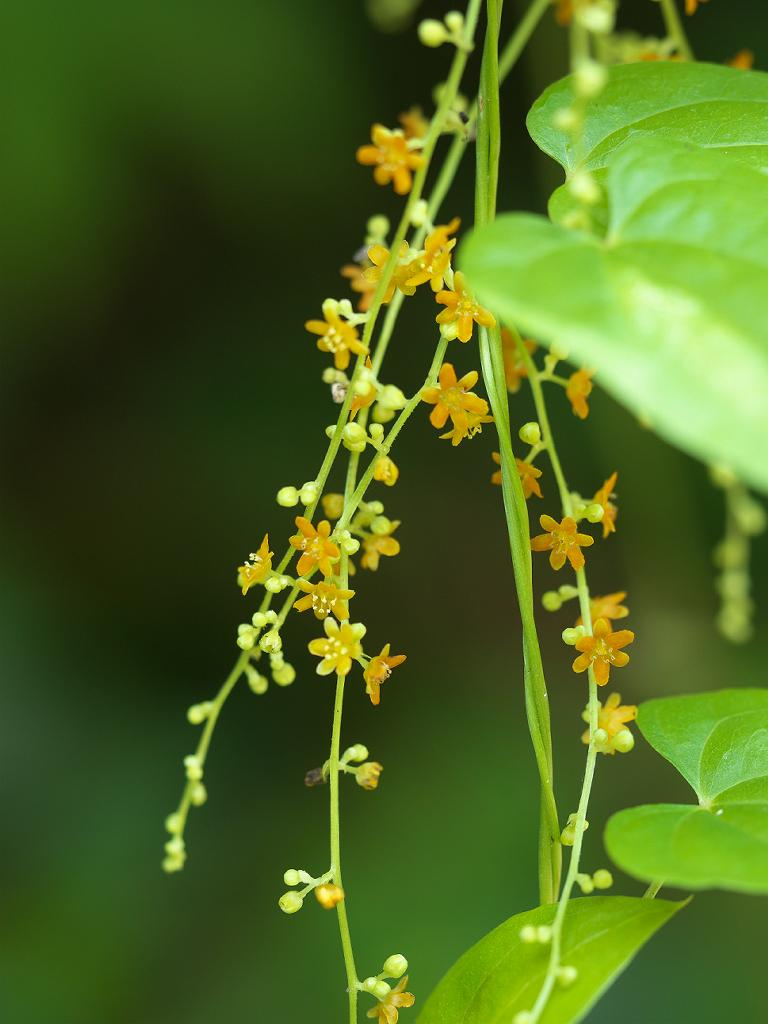
雄花の拡大
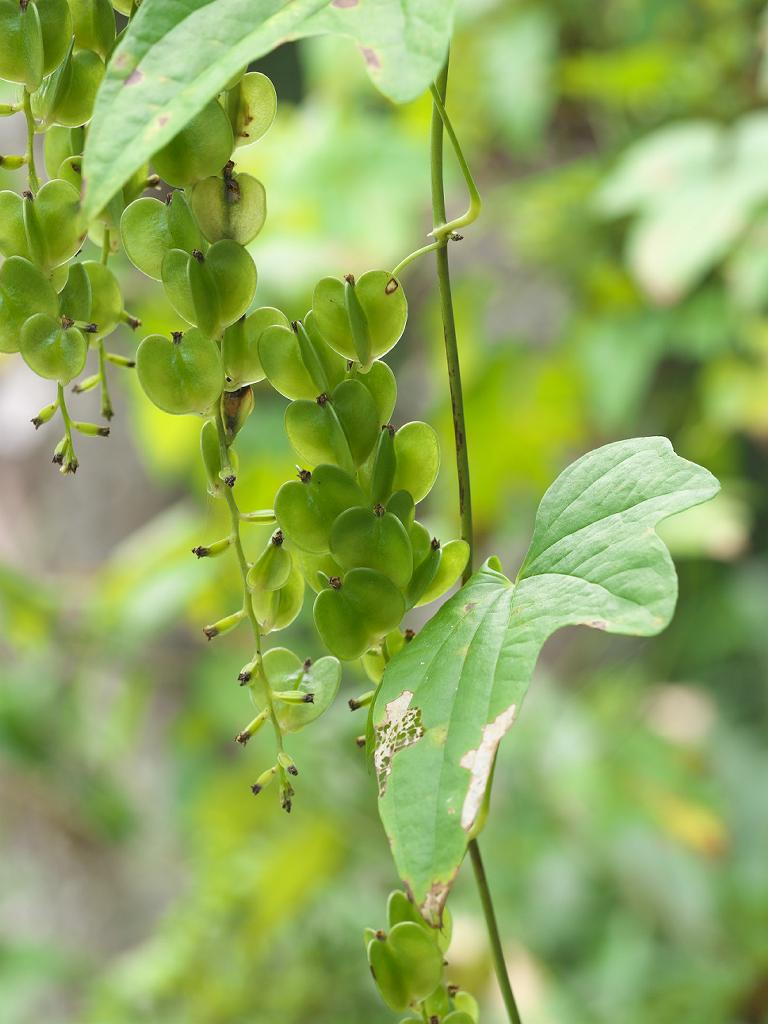
雌花の枝と若い果実

## 分布と生育環境
日本では本州中部以西から琉球列島まで、また国外では朝鮮半島と中国に分布がある。ただし初島(1975)には本種に関する記述がない。
山野に生える。

## 類似種など
本種の属するヤマノイモ属は世界に630種ほどあり、日本には15種ほどがある。多くは細長い縁の滑らかな葉を着けるものだが、本種のように側面に切れ込みがあって複数の裂片となるものは日本では本種の他に以下の2種がある。
- ウチワドコロ D. nipponica：普通は葉の切れ込みが本種より浅く、本種に見られる葉柄基部の突起がない[4]。
- キクバドコロ D. septemloba ：先端の裂片も側方の裂片もその先端が細く尖り、また葉身の縁が縮れること、それに雄花に柄がないことなどで区別できる[4]。

なお、本種の葉の形は変化しやすく、側面の裂片がはっきりしないこともよくあり、また上記の種以外でも基部が左右に張る例もあり、現実的には判断がややこしいことが珍しくない。そんな中、本種の花は黄色みが強く、他の種は黄緑色のものが多い中、ある程度判別の助けになる。もっともいずれの出典でも花色を判別に用いる話が書かれていないので、当てにしてはならないのだと思われる。

## 保護の状況
環境省のレッドデータブックには取り上げられておらず、各都道府県でも指定がないところが多いが、千葉県と岐阜県で絶滅危惧I類、鹿児島県でも指定がある。岐阜県の場合、元々生育地がごく少なく、それらの地域の環境悪化が懸念され、またその見かけが雑草ぽい事から安易に刈り取られたりすることが危ぶまれるという。なお、その記事の冒頭に『岐阜県では』とあるのは他地域では普通種である、との判断を示すものであろう。

## 利害
本種は食用で有名なヤマノイモと同属ではあるが、本属には有毒成分を有するものも多く、本種もそうである。本種の芋をヤマノイモと間違って食べ、嘔吐や下痢の症状を呈する事例が知られている。有毒成分としてはジオスシンが知られ、これは溶血作用があり、多量に摂取すると嘔吐などを引き起こすとされる。他方で本種を含むこの属の有毒種もかつては救荒植物として用いられ、また灰汁抜きしたものをお正月等に食べるという風習もあったという。